# Orton, Northamptonshire
Orton är en civil parish i Storbritannien.   Den ligger i grevskapet Northamptonshire och riksdelen England, i den södra delen av landet, 110 km norr om huvudstaden London.